# 리카르도 핀토
리카르도 안토니오 핀토 발레라(Ricardo Antonio Pinto Valera, 1994년 1월 20일 ~ )는 베네수엘라의 야구 선수이자, 전 KBO 리그 SK 와이번스의 투수이다.

## 미국 프로야구 시절
2017년에 필라델피아 필리스에 입단하였다.

## 한국 프로야구 시절

### SK 와이번스시절
2020년에 헨리 소사를 대체할 외국인 투수로 영입되었다. 현재는 방출되었고 대체 투수인 윌머 폰트가 SSG 랜더스 라는 구단 이름으로 활약하고 있다.